# Aharon Nahmias
Aharon Nahmias (hebr.: אהרן-רפאל נחמיאס, ur. 10 czerwca 1932 w Safi, zm. 6 listopada 1998) – izraelski działacz społeczny, samorządowiec i polityk, w latach 1973–1983 burmistrz Safedu, w latach 1981–1988 poseł do Knesetu z listy Koalicji Pracy.

## Życiorys
Urodził się 10 czerwca 1932 w Safi, w ówczesnym Maroku Francuskim. W 1951 wyemigrował do Izraela.
Był członkiem komitetu koordynacyjnego Ruchu Moszawów. Wchodził w skład władz holdingu Hewrat Owdim, należącego do Histadrutu. W latach 1962–1973 był sekretarzem rady pracowniczej w Safedzie, a w latach 1973–1983 – burmistrzem Safedu. Należał do komitetu centralnego samorządów lokalnych, zasiadał także w radzie dyrektorów dwóch przedsiębiorstw budowlanych.
W wyborach w 1981 po raz pierwszy został wybrany posłem. W dziesiątym Knesecie zasiadał w komisji spraw wewnętrznych i środowiska; w specjalnej komisji ds. krajowej ustawy o zdrowiu oraz podkomisji ds. reformy podziału administracyjnego. W kolejnych wyborach uzyskał reelekcję, a w Knesecie jedenastej kadencji pełnił funkcję zastępcy przewodniczącego. Zasiadał w komisjach budownictwa; spraw wewnętrznych i środowiska oraz spraw zagranicznych i obrony, a także w jednej komisji śledczej i jednej podkomisji. W 1988 utracił miejsce w parlamencie.
Zmarł 6 listopada 1998.